# Bazoches-lès-Bray
Bazoches-lès-Bray ist eine französische Gemeinde mit 889 Einwohnern (Stand 1. Januar 2022) im Département Seine-et-Marne in der Region Île-de-France. Sie gehört zum Arrondissement Provins und zum Kanton Provins.
Die Einwohner werden Bazochois genannt.

## Geographie
Umgeben ist Bazoches-lès-Bray von acht Gemeinden: 
|         | Vimpelles, St-Sauveur-lès-Bray              | Mouy-sur-Seine     |
| Balloy  | Kompassrose, die auf Nachbargemeinden zeigt | Mousseaux-lès-Bray |
| Vinneuf | Courlon-sur-Yonne                           | Sergines           |

## Geschichte
Auf dem Gebiet von Bazoches-lès-Bray wurden merowingische Gräber gefunden. Der Ort wird im 12. Jahrhundert erstmals urkundlich überliefert. Im 13. Jahrhundert wird der Grundherr Girard genannt, dessen Familie über zweihundert Jahre die Ortsherrschaft innehatte. Danach wechselte die Herrschaft öfters den Besitzer, zu Beginn der Französischen Revolution besaß die Abtei Saint-Germain-des-Prés in Paris die Grundherrschaft. Der Ort wurde 1546 befestigt.

### Bevölkerungsentwicklung
| Jahr      | 1962 | 1968 | 1975 | 1982 | 1990 | 1999 | 2007 | 2021 |
| Einwohner | 490  | 507  | 514  | 568  | 672  | 768  | 789  | 875  |

## Sehenswürdigkeiten
- Kirche Saint-Pierre-Saint-Paul aus dem 16. Jahrhundert

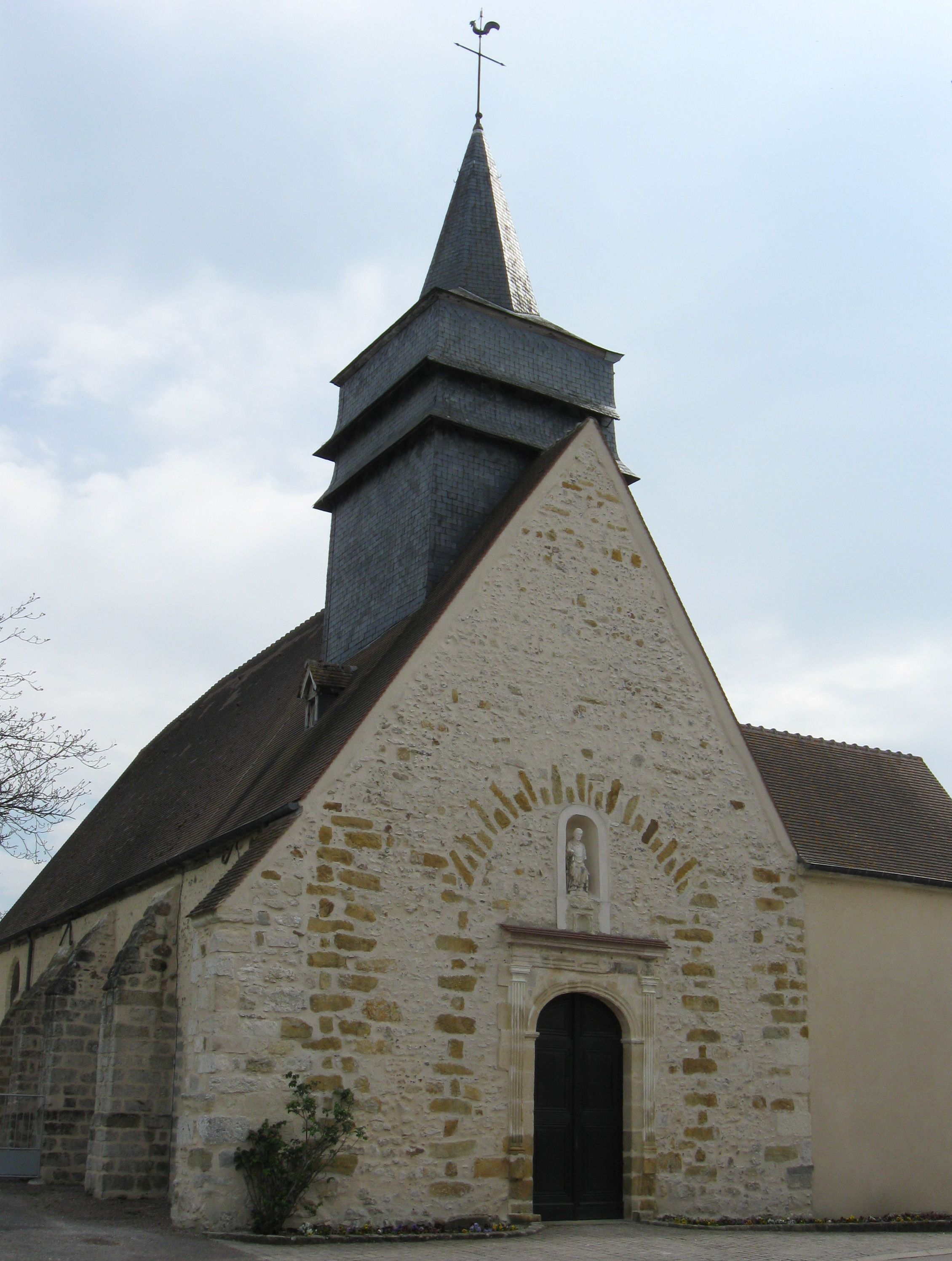
Kirche Saint-Pierre-Saint-Paul

## Persönlichkeiten
- René Baclet (1906–1986) schrieb Chansons, die von Edith Piaf, Anny Gould und anderen gesungen wurden. 1937 erhielt er den Grand prix de la chanson.